# Meragisa dasra
Meragisa dasra är en fjärilsart som beskrevs av Paul Dognin 1904. Meragisa dasra ingår i släktet Meragisa och familjen tandspinnare. Inga underarter finns listade i Catalogue of Life.